# Rệp giường
Rệp giường (Danh pháp khoa học: Cimex lectularius) hay còn gọi gọn rệp là loài côn trùng ký sinh của họ Rệp mà sống nhờ hoàn toàn vào máu đặc biệt là loài Cimex lectularius (rệp giường thông thường), là loài nổi tiếng nhất, là nó thích hút máu của con người. 

## Đặc điểm
Rệp có màu nâu như màu của loài gián nhưng nhạt hơn, cơ thể dẹt và nhỏ. Rệp trưởng thành có kích thước nhỏ chỉ từ 5–9 mm, mình dẹt, màu vàng nhạt, thân hình bầu dục. Ấu trùng rệp, rệp con có kích thước nhỏ hơn (khoảng 1.5 mm), màu nhạt hơn. Sau khi hút máu chúng chuyển thành màu đỏ sậm và thân dài ra làm nó như lột xác thành một loại côn trùng khác.
Đôi khi rệp giường bị nhầm lẫn với các loại mối gỗ hoặc gián nhỏ. Chúng thường cư trú ở các khe giường, tủ, ghế hoặc dưới các lớp đệm mút. Rệp có thể sống rất lâu mà không ăn uống gì. Những con trưởng thành có thể “ngủ đông” trong hơn một năm. Những vết rệp cắn ngoài gây ngứa ngáy khó chịu còn có thể dẫn đến nhiễm trùng. 

## Tác hại
Là loài côn trùng đốt máu và gây phiền hà trong sinh hoạt hàng ngày, rệp phát triển qua 3 giai đoạn: trứng, thanh trùng và con trưởng thành. Trứng rệp thường được rệp trưởng thành đẻ vào cùng một chỗ ở khe tường, tủ, giường, phản, bàn, ghế có khi nó đẻ vào cả giấy, vải... Rệp đốt người gây cảm giác khó chịu, đặc biệt là mất ngủ vào ban đêm. Rệp có thể lưu giữ các mầm bệnh như dịch hạch, sốt phát ban, sốt hồi quy, tularemia, sốt Q, viêm gan B. Rệp giường được coi như là bệnh dịch hạch của các nước phương Tây. Rệp giường là loài côn trùng gây hại đáng sợ khi có thể lây lan khắp nơi, vô cùng khó tiêu diệt và gần như không thể kiểm soát. Chúng được xếp vào tốp 10 loại côn trùng gây hại bậc nhất ở khắp mọi nơi. 